# Gwara
Gwara – termin określający odmiany języka odrębne od odmiany ogólnej. Określenie to jest przede wszystkim odnoszone do terytorialnych, lokalnych odmian języka, odróżniających się pod względem cech językowych od odmian sąsiadujących (mowy sąsiednich okolic) i od szerzej znanej odmiany standardowej (języka ogólnego). Tak pojmowane odrębności gwarowe widoczne są zarówno w zakresie słownictwa, jak i na innych poziomach języka (fonetycznym, fonologicznym, składniowym i morfologicznym).
Gwary wykazują rozmaite różnice względem języka ogólnego – w przypadku języka polskiego są to m.in. odrębności fleksyjne (charakterystyczne formy odmiany, np. chłopakewi, zróbta), fonetyczne (np. zaba, ido) czy leksykalne (liczne słownictwo obce innym odmianom języka). W systemach gwarowych utrzymują się dawne cechy i elementy języka, nieobecne w jego współczesnej standardowej odmianie, dzięki czemu gwary ludowe mogą stanowić źródło wiedzy na temat procesów językowych. Polskie gwary współistnieją z polszczyzną ogólną, która jest stosowana w szerszym spektrum domen komunikacyjnych. Mianem dialektyzmów (gwaryzmów) określa się formy językowe o pochodzeniu dialektalnym lub gwarowym, czasami przenoszone do wypowiedzi w języku ogólnym lub przyswajane przez język ogólny; z kolei regionalizmy to formy uważane za regionalne cechy polszczyzny ogólnej, charakterystyczne dla ogółu mieszkańców regionu i niekoniecznie związane z określonym dialektem regionalnym.
Niekiedy termin „gwara” funkcjonuje jako rodzimy synonim terminów pochodzenia obcego – „dialekt” i „argot”. O ile określenie „gwara” bywa utożsamiane z zapożyczonym terminem „dialekt”, to w polskiej terminologii często rozróżnia się te dwa terminy, mianem gwary określając mowę ludności ze stosunkowo niewielkiego obszaru, termin „dialekt” zaś rezerwując dla zespołów kilku lub kilkunastu gwar. W polskiej dialektologii jednostkę tę ujmuje się zatem jako podrzędną w stosunku do dialektu, bliskoznaczną wobec terminu „poddialekt” lub „subdialekt”. Jednocześnie termin „gwara” może być odnoszony do odmian o podłożu społecznym (nie zaś geograficznym), charakteryzujących się odrębnością leksykalną (gwar zawodowych, środowiskowych).
Termin „gwara” bywa odbierany jako nacechowany pejoratywnie, choć na gruncie dialektologii ma on charakter neutralny i nie implikuje negatywnego wartościowania. Polskie językoznawstwo prawie do końca XX w. wyraźnie rozgraniczało pojęcia gwary i dialektu.
Granice gwar, podobnie jak granice dialektów, nakreślane są w badaniach językoznawczych poprzez zestawianie językowych cech dystynktywnych (odróżniających) na określonych terytoriach i niejednokrotnie mają charakter umowny.

## Konwencje terminologiczne
Niekiedy pojęcia „gwara” i „dialekt” używane są zamiennie, np. zróżnicowany wewnętrznie etnolekt śląski bywa popularnie określany zarówno jako „gwara śląska”, jak i „dialekt śląski”. Taka konwencja nazewnicza zyskuje również uznanie ze strony niektórych polskich dialektologów. Mianem gwary określa się także mowę ludności wiejskiej jako całość.
W innym, stosunkowo nowym ujęciu termin „gwara” przyjmuje rozszerzony zakres znaczeniowy, określając również inne przejawy odrębności językowej, takie jak żargon/socjolekt (elementy leksykalne właściwe dla pewnej grupy społecznej, zawodowej lub subkultury) oraz odmiany języka charakterystyczne dla niewykształconych mieszkańców środowisk miejskich. Terminów „gwara ludowa” i „gwara terytorialna” używa się zatem, aby odróżnić gwary w sensie klasycznym od nowszych pojęć, takich jak gwara miejska, gwara środowiskowa i gwara zawodowa. W podobnym sensie stosowany bywa termin „dialekt” (mowa np. o dialektach miejskich i środowiskowych, społecznych). Na gruncie polskiego językoznawstwa nie wypracowano jednolitej terminologii określającej socjalne warianty języka. Termin „gwara” jako określenie odmian społecznych (socjolektów) jest znany również w literaturze rosyjskiej.
Jako że polskie gwary terytorialne, w przeciwieństwie do odmian zawodowych, prócz różnic leksykalnych wykazują regularne odmienności gramatyczne, fonetyczne i fonologiczne w stosunku do języka ogólnopolskiego, używanie terminu „gwara” w odniesieniu do tych drugich uchodzi niekiedy za niefortunne (według autorów Słownika terminologii językoznawczej wystarczyłoby określenie „słownictwo zawodowe”). Termin „gwara zawodowa” przyjął się jednak szeroko ze względu na to, że gwary zawodowe robotników i rzemieślników, do których sprowadzają się gwary miejskie, zachowują ze względu na ich wzajemne związki pewne podobieństwa fonetyczne i fonologiczne zbliżające je do gwar terytorialnych. Tomasz Piekot stwierdza, że użycie terminu „gwara” w takich sformułowaniach jak: gwara zawodowa, gwara studencka, gwara więzienna itp. wynika z mało trafnego przeniesienia na grunt socjolingwistyki metod i pojęć dialektologicznych, przy czym uzasadnione wydaje się nazywanie w ten sposób takich odmian społecznych i grupowych, które wywodzą się z gwary ludowej, a nie polszczyzny potocznej. Pokrewny termin to „profesjolekt”, odnoszony do odmian języka potocznego zawierających elementy profesjonalne, związane ze specyfiką zawodu.